# ブラッドフォード・A・スミス
ブラッドフォード・A・スミス（Bradford A. Smith、1931年9月22日 - 2018年7月3日）は、アメリカ合衆国の天文学者。ニューメキシコ州立大学准教授、アリゾナ大学教授、ハワイ大学天文学研究所研究員などを歴任、米ソの惑星探査計画や、ハッブル宇宙望遠鏡（HST）の観測装置開発に大きく貢献した。

## 経歴
マサチューセッツ州ケンブリッジで生まれ、1954年にノースイースタン大学を卒業。その後、ニューメキシコ州立大学でトンボーが立ち上げたばかりの研究室で天文学を学びながら、同大学の天文観測施設を構築し、惑星観測を主導、カリフォルニア工科大学で客員研究員なども務めながら、1972年にニューメキシコ州立大学で博士号を取得した。
1960年代半ばから、NASAの惑星探査計画に参加、火星探査のマリナー6号・7号のミッションに従事し、マリナー9号では撮像チームの副主任を務め、続くボイジャー計画で撮像チームを率いる責任研究者に抜擢され、火星探査のバイキング計画にも参加する。
探査機以外でも、地上観測では天文学の観測にCCDを導入した先駆者の一人となり、また、共同研究者と共に土星の衛星テレストを発見する。
バイキング後の宇宙計画では、金星・ハレー彗星探査のベガ計画、火星探査のフォボス計画に参加する一方、HSTの広視野惑星カメラ（WFPC）の開発に携わる。また、太陽系外の惑星系にも関心を広げ、IRAS衛星によってがか座β星で星周円盤の初検出に成功し、系外惑星系形成の視覚的な証拠を初めてとらえた。更に、HSTの近赤外線カメラ・多天体分光器（NICMOS）のチームに加わり、星周円盤・残骸円盤の研究を行った。
国際天文学連合（IAU）の会員で、主に惑星と衛星の物理学的研究をテーマとする第16委員会で活動。1976年から1979年まで同委員会副委員長、その後1982年まで委員長を務める。また、惑星系命名ワーキンググループの一員となり、その中で火星命名委員長を務めた。
2018年7月3日、自己免疫疾患である重症筋無力症の合併症により、ニューメキシコ州サンタフェの自宅にて死去。86歳没。
小惑星(8553) ブラッド・スミスは、スミスの功績を記念して命名された。

## 著作
いくつかの一般向け天文書の共著者となっているほか、スカイ&テレスコープ誌やナショナルジオグラフィック誌にも寄稿している。
- Hester, Jeff; Burstein, David; Blumenthal, George; Greeley, Ronald; Smith, Bradford (2007-01-01). 21st Century Astronomy: The Solar System (2nd ed.). W. W. Norton & Company, Inc.. ISBN 9780393930092
- Hester, Jeff; Smith, Bradford; Blumenthal, George; Kay, Laura; Voss, Howard (2010-01-12). 21st Century Astronomy: The Solar System (3rd ed.). W. W. Norton & Company, Inc.. ISBN 978-0393932843
- Kay, Laura; Palen, Stacy; Smith, Bradford; Blumenthal, George (2013-02-05). 21st Century Astronomy: The Solar System (4th ed.). W. W. Norton & Company, Inc.. ISBN 978-0393920581
- Palen, Stacy; Kay, Laura; Smith, Bradford; Blumenthal, George (2011-11). Understanding Our Universe (1st ed.). W. W. Norton & Compnay, Inc.. ISBN 978-0393912104
- Palen, Stacy; Kay, Laura; Smith, Bradford; Blumenthal, George (2014-09). Understanding Our Universe (2nd ed.). W. W. Norton & Compnay, Inc.. ISBN 978-0-393-93631-5

- Strom, Stephen E.; Smith, Bradford A. (2015). Earth and Mars: a reflection. University of Arizona Press. ISBN 9780816500383
- Brahic, André; Smith, Bradford (2015). Terres d'ailleurs : à la recherche de la vie dans l'univers. Paris: Odile Jacob. ISBN 978-2-7381-3152-2